# (3058) Delmary
(3058) Delmary es un asteroide perteneciente al cinturón de asteroides, descubierto el 1 de marzo de 1981 por Schelte John Bus desde el Observatorio de Siding Spring, Nueva Gales del Sur, Australia.

## Designación y nombre
Designado provisionalmente como 1981 EO17. Fue nombrado Delmary en honor a la artista estadounidense "Delmary Rose Schanz".